# Gouvernement local en Géorgie
Le gouvernement local en Géorgie (en géorgien: ადგილობრივი თვითმმართველობა, adgilobrivi t'vit'mmart'veloba) est administré au niveau des subdivisions de Géorgie, connues sous le nom de municipalités (მუნიციპალიტეტი, mounits'ipaliteti). La loi géorgienne sur l'autonomie gouvernementale définit une municipalité comme une unité régionale incluant une ville servant de centre administratif (ქალაქი, k'alak'i), des communautés (თემი, t'emi) avec des limites définies, avec un organe exécutif possédant ses propres budgets et revenus.

## Loi
L'autonomie en Géorgie est organisée conformément à la Constitution géorgienne, à la Charte européenne de l'autonomie locale (ratifiée par la Géorgie en 2004) et à la loi organique de Géorgie sur l'autonomie locale, dont la dernière version est adoptée en 2014. En République autonome d'Adjarie, l'autonomie est réglementé par la loi constitutionnelle de la Géorgie sur le statut de la République autonome. La loi géorgienne définit les entités séparatistes d'Abkhazie et d'Ossétie du Sud comme des territoires occupés, où la question de l'autonomie gouvernementale doit être résolue après le rétablissement de la souveraineté géorgienne.
Les organes de l'autonomie locale n'ont aucune juridiction sur les zones franches industrielles. Le Gouvernement géorgien peut créer, fusionner ou dissoudre des municipalités ainsi que modifier leurs limites avec l'approbation du Parlement après consultation préalable ou à la demande des municipalités respectives.

## Symboles
Les municipalités ont leurs propres symboles tels qu'un drapeau et des armoiries, dont les dessins sont consultés et approuvés par le Conseil d'État de l'héraldique au Parlement de Géorgie. La langue officielle de toutes les municipalités est le géorgien. Les municipalités ont le droit d'administrer leurs propres budgets, actifs, ressources naturelles, impôts locaux et gérer les infrastructures locales.

## Administration
Les organes du gouvernement autonome au niveau des municipalités sont un conseil représentatif, le Sakreboulo (საკრებულო), ou conseil municipal, élu directement pour un mandat de quatre ans, et un pouvoir exécutif, dirigé par un maire, directement élu pour un mandat de quatre ans.
Tbilissi est une ville autonome (ou municipalité) qui, en outre, bénéficie d'un statut juridique spécial de capitale nationale. Elle est subdivisée en districts (რაიონი, raioni), dirigés par des gamguebeli (littéralement, « gouverneur »), qui sont nommés par le maire de Tbilissi avec l'approbation du conseil municipal.